# Suzy Delair
Suzy Delair, vero nome Suzanne Pierrette Delaire (Parigi, 31 dicembre 1917 – Parigi, 15 marzo 2020), è stata un'attrice francese.

## Biografia
Figlia di Clovis Mathieu Delaire (1891-1944) e Thérèse Marie Nicola (1896-1987).
Fin dall'infanzia sognava di diventare attrice ma, nonostante alcune comparsate, iniziò ad ottenere un certo successo solo grazie al music-hall dove ebbe modo di lavorare assieme a Mistinguett.
La sua carriera cinematografica, iniziata negli anni trenta, conobbe una svolta durante la guerra grazie a titoli come L'ultimo dei sei (1941) e L'assassino abita al 21 (1942): secondo alcuni storici (Pierre Billard e Marc Ferro), forse anche grazie alle non nascoste simpatie per gli occupanti tedeschi.
Riprese a lavorare anche nel dopoguerra ma con meno frequenza. Recitò in film diretti da Henri-Georges Clouzot, del quale fu compagna per molti anni, Jean Dréville, Jean Grémillon, Marcel L'Herbier, Christian-Jaque, Marcel Carné, Luchino Visconti, René Clément e Gérard Oury. Prese parte anche ad Atollo K (1951), ultimo film della coppia Stanlio e Ollio.
In Francia si affermò anche come cantante. Nonostante fosse già stato eseguito, fu grazie a lei che il brano C'est si bon iniziò ad essere un successo in patria prima e all'estero in seguito.
Nel 1973 uscì nelle sale Le folli avventure di Rabbi Jacob che si rivelò il film di maggiore incasso della stagione. Eccezionalmente per questo film interpretò la moglie del protagonista Louis de Funès, ruolo generalmente ricoperto dall'attrice Claude Gensac.
L'attrice è morta il 15 marzo 2020, a 102 anni, in una casa di riposo di Parigi.

## Filmografia
- Un caprice de la Pompadour, regia di Willy Wolff e Joë Hamman (1931)
- La violetera di Siviglia (Violettes impériales), regia di Henry Roussel (1932)
- La Dame de chez Maxim's, regia di Alexander Korda (1932)
- Touchons du bois, regia di Maurice Champreux (1933)
- Professeur Cupidon, regia di Robert Beaudoin e André Chemel (1933)
- La vita amorosa di Casanova (Casanova), regia di René Barberis (1934)
- Poliche, regia di Abel Gance (1934)
- La Crise est finie, regia di Robert Siodmak (1934)
- Dédé, regia di René Guissart (1934)
- L'oro per la strada (L'Or dans la rue), regia di Curtis Bernhardt (1934)
- Ferdinand le noceur, regia di René Sti (1935)
- Prends la route, regia di Jean Boyer (1936)
- Trois... six... neuf, regia di Raymond Rouleau (1937)
- L'ultimo dei sei (Le Dernier des six), regia di Georges Lacombe (1941)
- L'assassino abita al 21 (L'assassin habit... au 21), regia di Henri-Georges Clouzot (1942)
- Défense d'aimer, regia di Richard Pottier (1942)
- La bohème (La vie de bohème), regia di Marcel L'Herbier (1945)
- Il signor alibi (Copie conforme), regia di Jean Dréville (1947)
- Legittima difesa (Quai des Orfèvres), regia di Henri-Georges Clouzot (1947)
- Par la fenêtre, regia di Gilles Grangier  (1948)
- Pattes blanches, regia di Jean Grémillon (1949)
- Botta e risposta, regia di Mario Soldati (1950)
- Scandalo alla ribalta (Lady Paname), regia di Henri Jeanson (1950)
- Ricordi perduti (Souvenirs perdus), regia di Christian-Jaque (1950)
- Atollo K (Atoll K), regia di Léo Joannon, John Berry (1951)
- Le Fil à la patte, regia di Guy Lefranc (1955)
- Sarto per signora (Le Couturier de ces dames), regia di Jean Boyer (1956)
- Gervaise, regia di René Clément (1956)
- Il risveglio dell'istinto (Les Régates de San Francisco), regia di Claude Autant-Lara (1960)
- Rocco e i suoi fratelli, regia di Luchino Visconti (1960)
- Parigi proibita (Du Mouron pour les petits oiseaux), regia di Marcel Carné (1963)
- Parigi brucia? (Paris brûle-t-il?), regia di René Clément (1966)
- Le folli avventure di Rabbi Jacob (Les Aventures de Rabbi Jacob), regia di Gérard Oury (1973)
- Oublie-moi, Mandoline, regia di Michel Wyn (1976)

## Doppiatrici italiane
- Rosetta Calavetta in L'assassino abita al 21, Atollo K
- Lydia Simoneschi in Legittima difesa
- Gemma Griarotti in Gervaise
- Laura Adani in Rocco e i suoi fratelli